# Uharove, Orativ
Uharove (în ucraineană Угарове) este localitatea de reședință a comunei Uharove din raionul Orativ, regiunea Vinnița, Ucraina.

## Demografie
Componența lingvistică a localității Uharove
     Ucraineană (99,33%)
     Alte limbi (0,67%)
Conform recensământului din 2001, majoritatea populației localității Uharove era vorbitoare de ucraineană (99,33%), existând în minoritate și vorbitori de alte limbi.